# Daum
Daum (укр. Даум, ханг.: 다음, ханча: 多音; у перекладі – далі, наступний) — перший за часом створення і другий за популярністю вебпортал і пошукова система в Південній Кореї. Розробка компанії Kakao.
Назва «daum» означає «наступний», але її також можна тлумачити з ханчі «多音», як «багато звуків».
Сервіс приймає і обробляє від 16% до 20% пошукових запитів в країні. Поступається всередині країни за кількістю запитів тільки південнокорейській пошуковій системі Навіер.
Портал надає широкий спектр інтернет-послуг, включаючи популярні та безкоштовні: вебпошта (e-mail), сервіс обміну повідомленнями, форуми, Інтернет-магазини та новини. 
Сервіс набув поширення після злиття з популярною послугою електронної пошти daum.net або hanmail.net. Після злиття Daum запустив форум DaumCafe. Нині терміни «кафе» і «інтернет-кафе» в корейській мові стали синонімами поняття «інтернет-форум». 